# CS Luceafărul Oradea
CS Luceafărul Oradea este o echipă de fotbal din Oradea, România, care evoluează în Liga a IV-a Bihor.

## Istoric
Clubul de fotbal Luceafărul a fost înființat în anul 2001, fondator fiind omul de afaceri Gavrilă Ghilea. Echipa a fost formată din juniori născuți preponderent în anul 1988 și mai mici, antrenorul grupei fiind Florin Farcaș.
Copii au crescut și au început să participe la competițiile naționale ale juniorilor republicani B, ulterior A, unde au reușit rezultate importante, cum ar câștigarea seriei zonale și participarea la turneele finale.
Pasul următor a fost înscrierea în competițiile de seniori organizate de Asociația Județeană de Fotbal Bihor.

### Promovarea în Liga 3
Luceafărul a reușit să câștige ediția 2008/2009 din Liga a IV-a Bihor, după o luptă palpitantă cu Unirea Valea lui Mihai, și a participat la barajul de promovare în eșalonul trei al fotbalului românesc. Meciul de baraj cu FC Arieșul Turda II s-a disputat la Zalău și a fost câștigat de bihoreni cu scorul de 2-1 (1-1), goluri marcate de Iova '39 și 90+1, respectiv A. Timar '33.
În primul sezon de Liga a III-a, Luceafărul a început mai ezitant, dar după un retur aproape fără greșeală a ocupat finalmente locul 5. O performanță notabilă pentru o nou promovată, care s-a bazat aproape exclusiv pe jucători bihoreni.

### Promovarea în Liga 2
După un sezon de acomodare, Luceafărul a avut un sezon excelent în campionatul 2010/2011 pe care a reușit să-l câștige detașat, promovarea matematică în Liga a II-a fiind sărbătorită cu șase etape înainte de final, după victoria cu 1-0 în fața echipei Autocatania Caransebeș. Golul a fost marcat de Paina, iar antrenorul Florin Farcaș a mizat în acel meci pe Goia – Letan, Cura, Tăut ('90 Țîrlea), Molnar – C. Roșu, Magda ('72 Codoban), Svarczkopf, Cr. Andor – Paina ('85 Neaga), Lupașcu ('74 Ianc).
În lotul care a promovat s-au regăsit șapte jucători prezenți la Luceafărul de la constituirea grupei în 2001: portarii Alin Goia, Sergiu Ghilea, jucătorii Cosmin Letan, Raul Ember, Ovidiu Ghilea, Claudiu Codoban și Florin Neaga.
Cea mai importantă performanță din istoria clubului a coincis cu sărbătorirea a zece ani de la înființarea CS Luceafărul.

### FC Știința Bacău
După ce Lotus Băile Felix a obținut promovarea din Liga a III-a în Liga a II-a, dar apoi și-a anunțat retragerea din cauza motivelor financiare, un grup de oameni de afaceri din Bacău au decis să formeze o nouă echipă pentru a ocupa locul vacant. Astfel, în 2008 a fost format clubul Știința Bacău, care a început să joace în cea de-a doua divizie.
În funcția de președinte al clubului a fost numit Cristian Ciocoiu, un fost fotbalist care a jucat pentru echipa locală FCM Bacău și la Steaua București. Echipa dispunea de un stadion de 25.000 de locuri, Stadionul Municipal, dotat cu o instalație de iluminare nocturnă. Primul meci oficial al echipei a fost împotriva celor de la Ceahlăul Piatra Neamț, meci care s-a terminat cu o înfrângere, scor 0-3. Echipa a fost desființată în 2009 din cauza problemelor financiare. 
În februarie 2009 omul de afaceri Giani Nedelcu, împreună cu managerul general al echipei, Mircea Crainiciuc au reînființat clubul Luceafărul Lotus Băile Felix care a preluat locul Științei în campionat.

### Evoluții apreciate în Cupa României
Performanțe notabile au reușit și jucătorii de la Luceafărul II, care în 2010 și 2011 a reușit să câștige faza județeană a Cupei României, având apoi evoluții apreciate în competiția națională. În 2010, Luceafărul II a reușit să elimine pe FC Bihor cu scorul de 1-0, gol marcat de Grosu.
În 2011, care se dovedește a fi cel mai prolific din istoria clubului, Luceafărul a atins cea mai importantă performanță și în Cupa României Timișoreana, eliminând în turul V pe UTA Arad după prelungiri cu scorul de 4-2, goluri marcate de Cr. Andor '44, Ianc '86, Blănaru '108, Gh. Popescu '115, respectiv Capătă '9, Varga '72
Antrenorul Călin Moldovan a folosit o garnitură tânără: Sg. Ghilea – Ianc, Letan, Cura, A. Achim – Svarczkopf ('84 Haș), Ov. Ghilea ('75 Blănaru) – Kanyaro ('62 C. Roșu), Cr. Andor, Fl. Neaga – Gh. Popescu.
În „șaisprezecimile” Cupei României, Luceafărul a întâlnit pe Dinamo București, în deplasare. Partida s-a încheiat cu victoria la limită a „câinilor roșii”, scor 1-0 (1-0), gol marcat de Luchin în minutul 32. Luceafărul Felix a avut o evoluție apreciată, părăsind Cupa României cu fruntea sus.
Acestea sunt primele repere din istoria unui club care a cunoscut o frumoasă ascensiune în primii zece ani de existență.

### Decăderea și revenirea
După evoluțiile bune din Cupa României și Liga 2, unde termină pe 6 în 2012, respectiv pe 10 la finalul sezonului 2012–13, Luceafărul este sacrificată de finanțatorul Gavrilă Ghilea în scopul salvării FC Bihor, clubul fanion al județului, aflat în mare suferință la acea vreme și în nevoie acută de jucători. Cu lotul remaniat și bugetul restrâns, Luceafărul se înscrie în Liga 4, unde are un parcurs modest încheind pe poziția a 12-a din 16.
În vara lui 2014 însă, principalul finanțator al echipei devine omul de afaceri Ioan Blidaru, persoană aflată și până atunci în anturajul echipei, tot din funcția de finanțator sau sponsor. La finalul sezonului 2014–15 Luceafărul câștigă la pas seria bihoreană a ligii a 4-a având o linie de clasament de invidiat, 29 de victorii, 1 egal și nici o înfrângere, nu mai puțin de 177 de goluri marcate și doar 7 primite, golgheterul echipei fiind Constantin Roșu, jucător cu 51 de goluri marcate în 26 de partide jucate. Luceafărul avea să promoveze în Liga 3 la masa verde, după ce adversarul de la baraj, Potaissa Turda, campioana județului Cluj a anunțat că nu își permite o eventuală participare în Liga 3 din punct de vedere financiar.
Revenirea în Liga 3 a dat și mai mult avânt echipei, iar după un singur sezon în care a avut un parcurs aproape impecabil, cu doar 5 egaluri și o înfrângere în 26 de etape, câștigând și un duel de la distanță cu Avântul Reghin, ocupanta locului 2, luceferii sărbătoareau revenirea în eșalonul secund la doar 3 ani de la abandon.

### Ambiții mari, zbucium, aproape de dezastru
Revenirea în Liga 2 a echipei a fost privită cu o oarecare bucurie, deoarece între timp echipa fanion a județului, FC Bihor clacase din punct de vedere financiar ajungând în faliment. Situația financiară stabilă, condițiile de antrenament superioare și lotul valoros de jucători au făcut să apară primele idei a unei eventuale promovări în Liga 1, prima a unei echipe orădene după mai bine de 13 ani, aceasta însă era văzută drept posibilă abia din al doilea sezon, primul fiind considerat unul de acomodare. După un început de sezon ezitant și mai multe schimbări la nivelul băncii tehnice, Luceafărul se dovedește în final o nucă tare pentru multe echipe terminând pe un meritoriu loc 10 și având totodată printre cele mai tinere loturi din campionat. 
În returul campionatului echipa și-a mutat meciurile de la Sânmartin la Oradea, pe Stadionul Iuliu Bodola în încercarea de a atrage mai mult public orădean de partea ei.
Sezonul 2017–18 era privit de toată lumea ca momentul optim în vederea atacării unei eventuale promovări, motiv pentru care finanțatorul Ioan Blidaru și-ar fi dorit și sprijinul Consiliului Județean în vederea creării unui buget care să permită formarea unei echipe competitive. Ajutorul a întârziat să mai apară, dar cu toate acestea echipa a făcut câteva mutări interesante pe piața transferurilor prin aducerea unor jucători ca: Andrei Herghelegiu, Andrei Cordoș sau Petre Goge și numindu-l antrenor principal pe experimentatul Cornel Țălnar, beneficiind totodată de un cantonament în Austria. Mai mult decât atât programul competițional era unul extrem de abordabil la prima vedere cu primele două meciuri acasă împotriva Sportului Sanagov, fosta Metalul Reșița, echipă păstrată în Liga 2 datorită retragerii Brașovului și Ripensia Timișoara, o nou promovată.
Începutul campionatului avea însă să aducă o mare deziluzie, luceferii remizau acasă 1-1 cu Snagovul, după care au urmat 3 înfrângeri consecutive 1-2 cu Ripensia, 2-3 la ASA Târgu Mureș și un 3-4 acasă cu Dacia Unirea Brăila, după ce la pauză orădenii conduceau cu 2-0. Acest ultim meci avea să fie picătura care a umplut paharul finanțatorului Ioan Blidaru, care pe nepusă masă a decis să se retragă de la echipă, reziliind toate contractele jucătorilor și trimițând echipa spre desființare sigură. Luceafărul nu s-a prezentat la Pitești pentru meciul cu FC Argeș, iar lucrurile păreau să ia o turnură dramatică, apărând chiar unele acuze din partea antrenorului Țălnar cum că meciul cu Brăila ar fi fost suspectat de aranjamente pentru pariuri. Când situația părea fără ieșire, fostul finanțator, Gavrilă Ghilea, rămas încă în anturajul echipei, a preluat frâiele și a început negocierile pentru cedarea clubului către omul de afaceri gorjean Nicolae Sarcină. Sarcină a preluat echipa, însă a refuzat să recunoască acest lucru deși ulterior a participat la mai multe meciuri ale Luceafărului, fiind numit de presă, finanțatorul din umbră. Dintre vechii jucători au fost păstrați în mare doar localnicii, echipa fiind plombată din mers cu câțiva jucători, unii de certă valoare, iar antrenor a fost instalat fostul internațional Cristian Dulca. Echipa a continuat campionatul cu un lot relativ restrâns, având rezultate destul de oscilante, însă reușind să încheie sezonul de toamnă pe locul 14, deasupra zonei retrogradării. După preluarea echipei de Sarcină, aceasta s-a întors pe Stadionul Luceafărul pentru meciurile de acasă, asta nu înaintea unor episoade de confuzie privind o posibilă mutare a echipei la Petroșani sau Motru.

## Lotul actual
La 23 septembrie 2021.
| Nr. |         | Poziție | Jucător              |
| --- | ------- | ------- | -------------------- |
|     | România | M       | Vasile Lucian Pop⁠(d) |

| Nr. |         | Poziție | Jucător           |
| --- | ------- | ------- | ----------------- |
|     | România | A       | Andrei Ludușan⁠(d) |

## Oficialii clubului
| Rol               | Nume               |
| ----------------- | ------------------ |
| Președinte        | Lucia Vladimirescu |
| Vice-Președinte   | Andrei Diaconescu  |
| Director executiv | Cristian Sabău     |
| Director sportiv  | Cristian Pirtea    |
| Secretar          | Ana Buzatu         |
| Ofițer de presă   | Teodor Biriș       |

| Rol                 | Nume           |
| ------------------- | -------------- |
| Antrenor principal  | Cristian Lupuț |
| Antrenor secund     | Ciprian Dianu  |
| Antrenor de portari | Ioan Pap-Deac  |
| Kinetoterapeut      | Cristian Gurău |
| Psiholog            | Alin Pușcău    |

## Jucători notabili
- Tibor Moldovan
- Eugen Miculescu
- Florin Anițoiu
- Dorin Mihuț
- Cristian Lupuț

## Palmares
Liga a II-a
- Locul 6 (1): 2011-2012

Liga a III-a
- Câștigătoare (3): 2007-2008, 2010-2011, 2015-2016
- Locul 2 (1): 2006–2007